# S.T.A.L.K.E.R.: Clear Sky
S.T.A.L.K.E.R.: Clear Sky je samostatně stojící (stand-alone) prequelové rozšíření hry S.T.A.L.K.E.R.: Shadow of Chernobyl typu FPS. Hra vyvinutá ukrajinskými vývojáři GSC world byla vydána v srpnu 2008. Skládá se z mixu 50% na 50% starých a nových oblastí, remodelovaných (přestavěných) oblastí z předchozí hry. X-ray grafický engine byl aktualizován na verzi 1.5 a obsahuje podporu DirectX 10 (později patch 1.5.06 podpořil i DirectX 10.1). K tomu AI dostala schopnost vést válku frakcí.

## Příběh
Smyšlený příběh souvisí s černobylskou jadernou katastrofou v roce 1986. V roce 2006 došlo k novému výbuchu v sarkofágu čtvrtého bloku vyřazené jaderné elektrárny. Oblast kolem elektrárny je známá jako Zóna.
Hráči přebírají roli žoldáka jménem Jizva (v anglické verzi "Scar", v německé "Narbe") a obdrží úkol, zabránit Strelokovi dosáhnout středu Zóny.

## Hratelnost
Gameplay je založen na předchůdci Shadow of Chernobyl. Hráč má ve srovnání s ostatními FPS dostatek volného pohybu a může se procházet po Zóně dle libosti. Hráč může také podporovat jednu ze čtyř (šesti celkem) skupin a dovést ji k vítězství nad ostatními, ale nemá to žádný vliv na směřování příběhu.
Stejně jako v Shadow of Chernobyl, je herní svět do velké míry free-roamingový a celkově větší a podrobnější než jeho předchůdce: pět nových oblastí bylo přidáno mezi osm původních a remodelovaných. Kromě přecházení mezi jednotlivými lokacemi (což může být zdlouhavé, vozidla ve hře nejsou) může být velká vzdálenost mezi lokacemi překonána s místním průvodcem, zpravidla za úplatu.
V Zóně kolem černobylské jaderné elektrárny se vytvořila spousta anomálií, které produkují artefakty. Ty můžete sbírat a prodávat nebo dokonce nosit na opasku a tím pádem využívat různých záporných a bonusových vlastností.
Hráč může komunikovat s ostatními stalkery verbálně či činy. V Zóně stále existují obchodníci, kteří prodávají hráčům za peníze zbraně, střelivo a potraviny. V některých táborech potkáte mechaniky, kteří mohou opravit zbraně a vybavení, nebo je vylepšit. Tato funkce byla přidána na žádost fanoušků z předchůdce této hry.
Na rozdíl od předchozí hry, konzumace potravin hráčovým avatarem již není nutná, protože hlad nemá negativní dopad. Pití vodky má dekontaminační efekt, ale konzumace se promítá do schopností. Energetické nápoje dočasně zvýší vytrvalost, která může být užitečná v situacích, ze kterých je potřeba uniknout.
Kromě Stalkerů jsou v Zóně zvířata a lidé, kteří zmutovali v zombie. Také existují mutanti divokých prasat, slepých psů atd.

## X-Ray Engine 1.5
Nové prvky ve verzi 1.5: volumetrické světlo (paprsky), dynamický volumetrický kouř, plně volumetrický oheň, dynamické vlhké povrchy (s vodou stékající po stranách povrchů), depth-of-field blur (efekt hloubky ostrosti), podpora DirectX 10 (Windows Vista a Windows 7), SSAO (Screen Space Ambient Occlusion). Kompletní "day and night" systém je součástí hry spolu s efekty. Počítače s podporou DirectX 10 mají k dispozici anti-aliasing, který v DirectX 9 a předchůdcích nebyl k dispozici z důvodu výkonu.
Přesto má hra S.T.A.L.K.E.R.: Clear Sky stejné požadavky jako její předchůdce, a je stále spustitelný na zastaralých grafických kartách s podporou DirectX 8. Obnova Enginu umožnila lepší a vyšší výkon na většině systémů. Verze 1.5.03 ze hry podporuje MSAA (Multisample anti-aliasing - vícevzorkové vyhrazování hran) pro DirectX 10, zatímco verze 1.5.06 přidává podporu pro DirectX 10.1.

## Přijetí

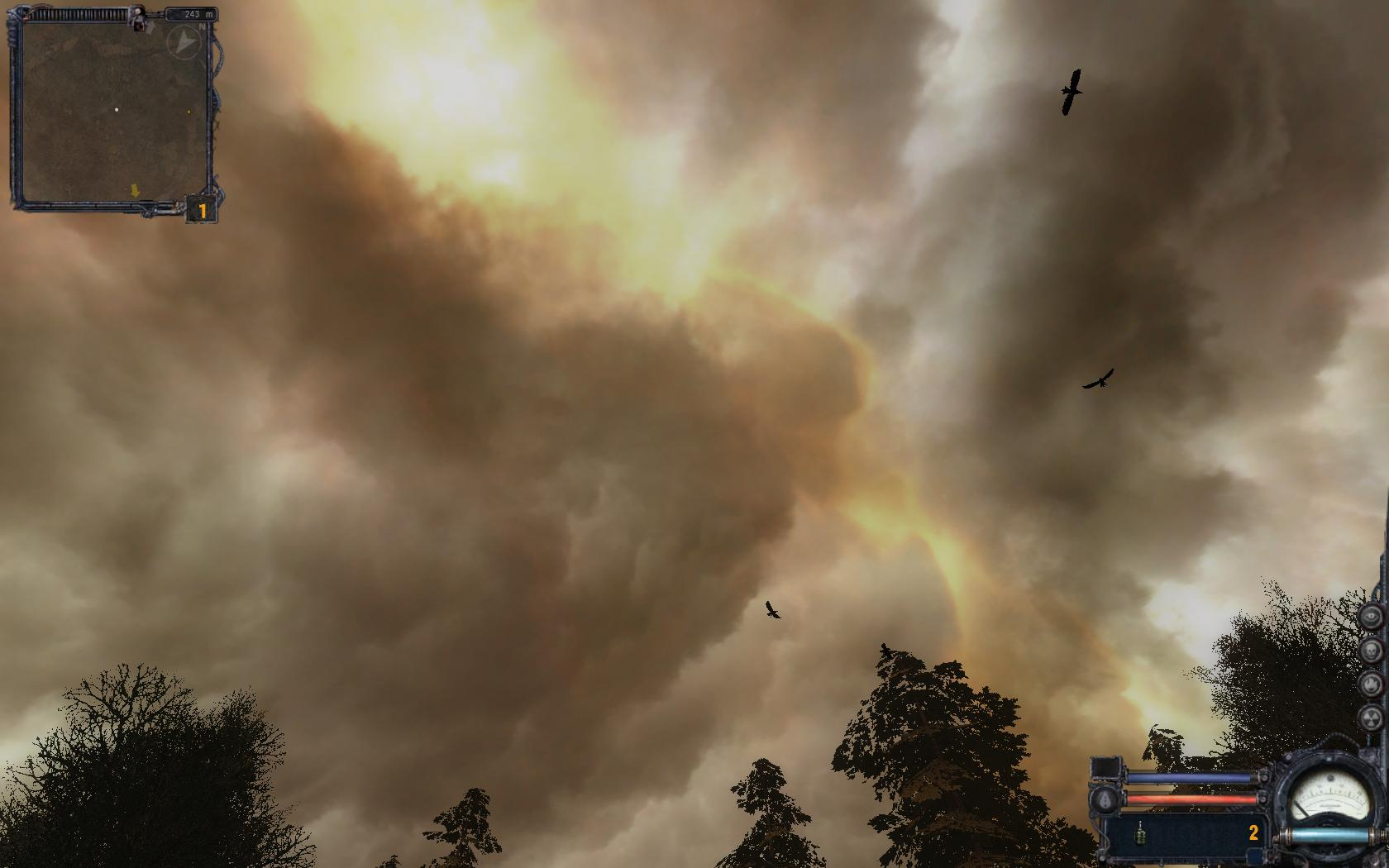
Emise v zóně

Přijetí hry bylo vesměs pozitivní. PC Zone UK a Game Master UK daly Clear Sky 88/100 bodů, zatímco Edge dal 7/10 a říká: "Změní nejlepší a nejhorší z PC her v něco mimořádného." GamesTM dal hře 90/100: "Clear Sky uspěje hlavně proto, že ponuré sci-fi změní do opravdového, šokujícího zážitku." PC Gamer UK však udělil hře 68 % tvrdíc, že je "zklamáním roku", a to zejména kritikou větší obtížnosti, a že atmosféra Zóny nebyla stejná jako v originále. V žebříčku "Best of 2008" časopisu GameSpot byla hra nominována do jen jedné kategorie, "Nejlepší atmosféra", ale prohrála s Dead Space.

## Limitované edice
Oddělené limitované edice verze hry byly vydány se standardní verzí.
- Ruská limitovaná edice je prodávána ve větší krabici, která obsahuje herní disk, bonusový disk, dva šátky, A2 mapu Zóny, několik náplastí s logy hry, Dog Tag (psí známku) a malý bílý míček s názvem "The Clear Sky Artifact".
- Druhá limitovaná edice, která byla prodávána ve zbytku světa, je v kovové krabičce a obsahuje také bonusový disk plný doplňků (jako bonusy umělecká díla, spořiče obrazovky, tvůrce videí, na pět částí rozdělený rozhovor s Olegem Javorským, PR ředitelem GSC Game World, a soundtrack) a A2 mapu zóny.
- Polská limitovaná edice, uvedená v krabici vypadající jako lékárnička ze hry s logem hry, obsahuje herní disk, soundtrack, náplast s logem jedné frakce, samolepky s logy, malou mapu zóny, tričko hry s logem na hrudi a nápisem "Сделано в Чернобыле "("Vyrobeno v Černobylu") na zádech.

## Ocenění
| 2008 | KRI               | Nejlepší herní grafika            | S.T.A.L.K.E.R.: Clear Sky | Vítězství | [ 1 ] |
| 2008 | KRI               | Nejlepší technologie              | S.T.A.L.K.E.R.: Clear Sky | Vítězství | [ 1 ] |
| 2008 | KRI               | Nejlepší akční hra                | S.T.A.L.K.E.R.: Clear Sky | 3. místo  | [ 1 ] |
| 2008 | KRI               | Nejlepší hra                      | S.T.A.L.K.E.R.: Clear Sky | 3. místo  | [ 1 ] |
| 2008 | Igromanija        | Nejlepší střílečka roku 2008      | S.T.A.L.K.E.R.: Clear Sky | 2. místo  | [ 2 ] |
| 2008 | IGN               | Nejlepší grafika na E3 2008       | S.T.A.L.K.E.R.: Clear Sky | Vítězství | [ 3 ] |
| 2008 | GameLand-Award.ru | Nejlepší akční videohra roku 2008 | S.T.A.L.K.E.R.: Clear Sky | 2. místo  |       |
| 2008 | GameLand-Award.ru | Nejlepší domácí hra roku 2008     | S.T.A.L.K.E.R.: Clear Sky | Vítězství |       |